# Cronologia de la Cassini–Huygens
Aquest article és una llista cronològica dels esdeveniments que van tenir lloc o estaven programats durant la missió Cassini–Huygens a Saturn i Tità.

La trajectòria inicial de l'assistència gravitatòria del Cassini–Huygens

## 1997

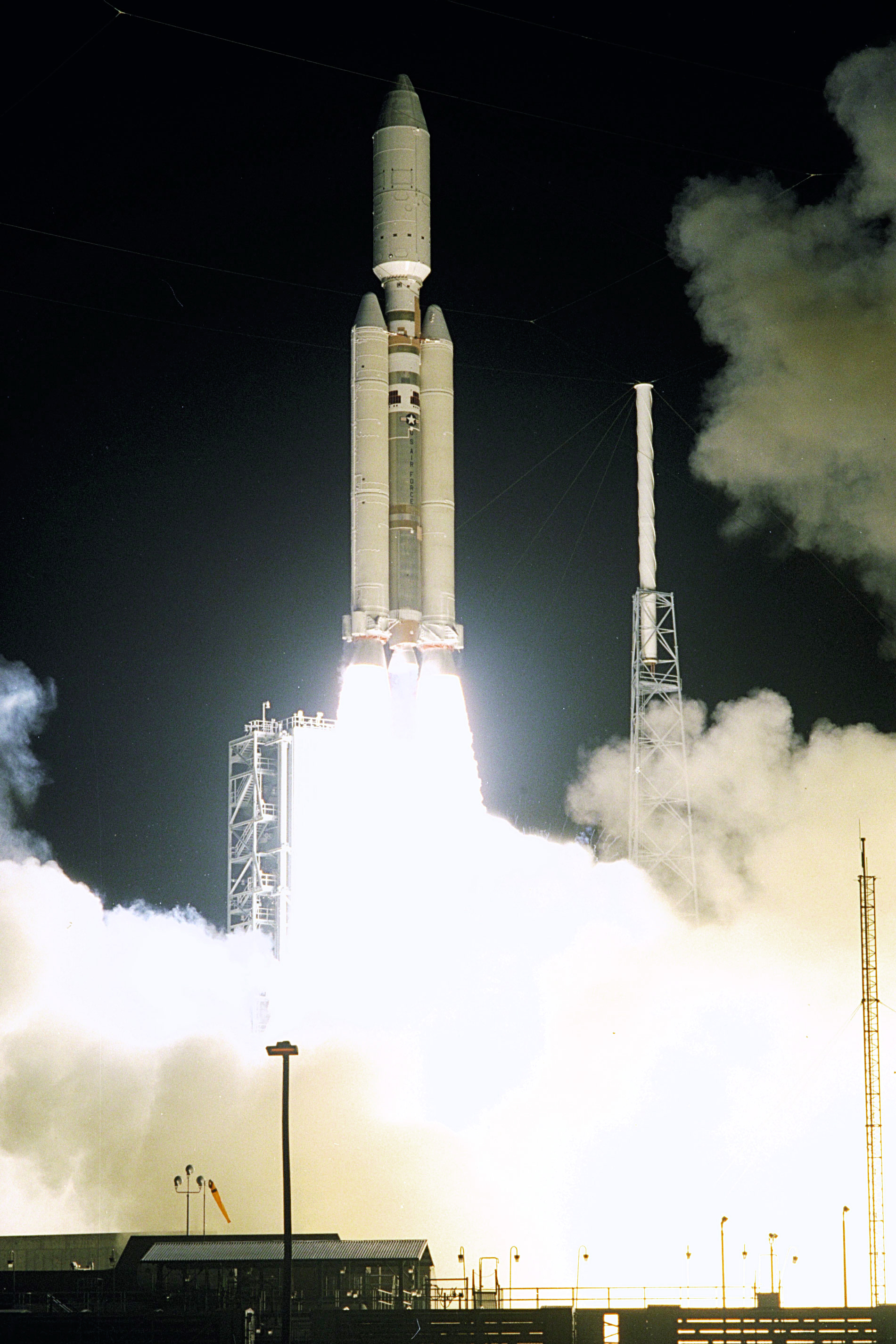
El llançament va tenir lloc a les 4:43 a.m. EDT (8:43 UTC) del 15 d'octubre de 1997, des del Space Launch Complex 40 al Cape Canaveral Air Force Station, Florida.

15 d'octubre 01:43 Pacific Daylight Time (PDT) – La Cassini va ser llançada a les 08:43 UTC a l'interior d'un Titan IVB / coet Centaur.

## 1998
26 d'abril 06:52 PDT – Sobrevol d'assistència gravitatòria de Venus a 284 km, rebent una ignició en la velocitat d'uns 7 quilòmetres per segon.
3 de desembre 22:06 PDT – La Cassini va explusar el seu motor de coet principal en 90 minuts, situant la nau en curs pel seu segon sobrevol de Venus en el 1999. La ignició va reduir la velocitat a 450 metres per segon relativa al Sol. La velocitat de la Cassini es va reduir de 67.860 quilòmetres per hora a l'inici de la maniobra a 66.240 quilòmetres per hora al final de la ignició del motor

## 1999
24 de juny 13:30 PDT – Sobrevol d'assistència gravitatòria de Venus a 623 km.

Sobrevol de la Lluna

18 d'agost 03:28 UTC – Sobrevol d'assistència gravitatòria de la Terra. Una hora i 20 minuts abans del màxim acostament, la Cassini va fer que l'aproximació més propera a la Lluna a 377.000 km, i va prendre una sèrie d'imatges de calibratge.
La nau va volar més enllà de la Terra a una distància de 1.171 quilòmetres, passant més a prop sobre el Pacífic Sud-Oriental a 23° 30′ S, 128° 30′ O / 23.5°S,128.5°O. La Cassini va rebre un impuls de 5,5 km/s en velocitat.

## 2000
23 de gener – Sobrevol de l'asteroide 2685 Masursky al voltant de les 10:00 UTC. La Cassini va prendre imatges 5 a 7 hores abans a 1,6 milions de km de distància i va aproximar el diàmetre de 15 a 20 km.

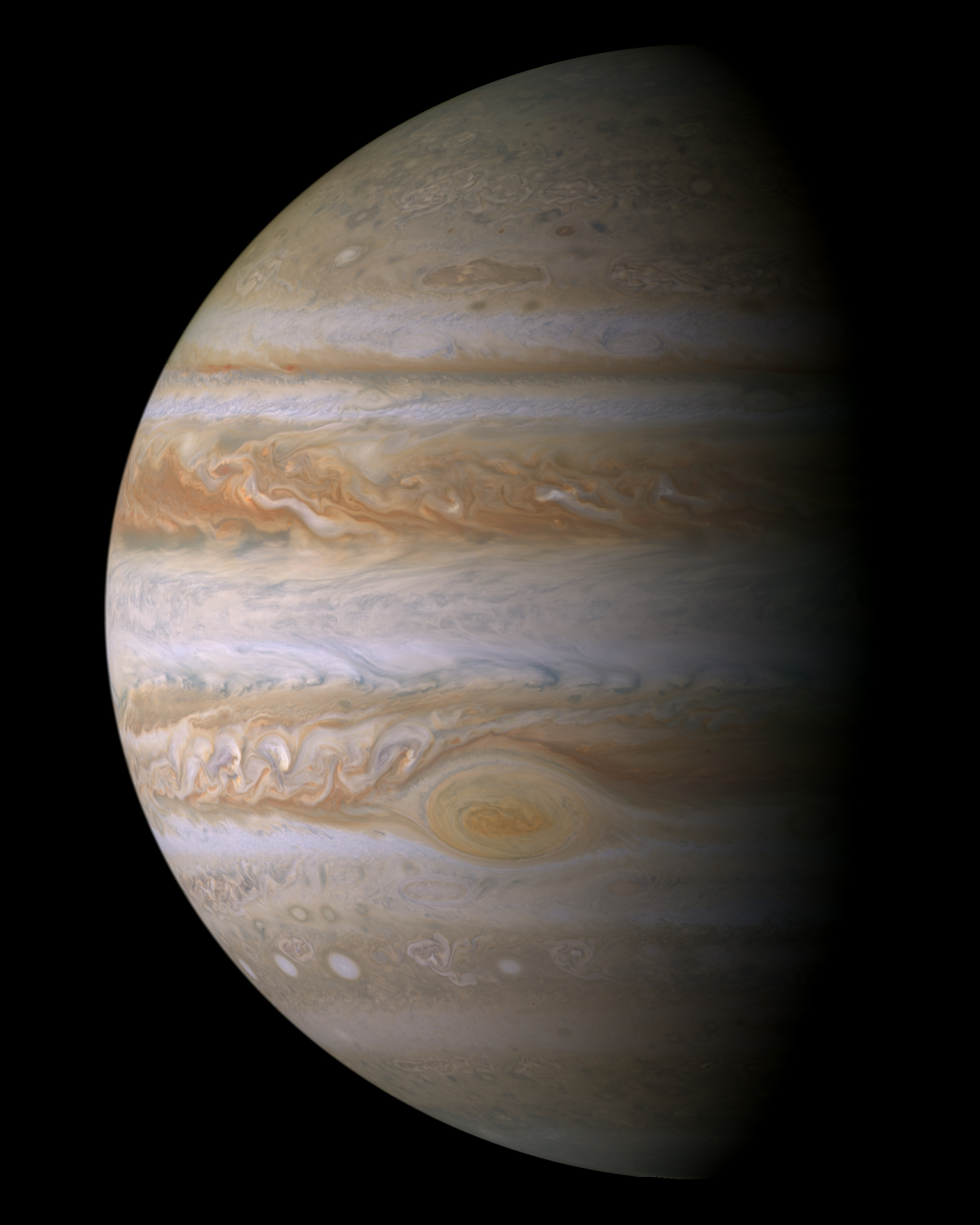
Sobrevol de Júpiter

30 de desembre 10:05 UTC – Sobrevol d'assistència gravitatòria de Júpiter. La Cassini va estar aquí en el punt més proper (9,7 milions de quilòmetres, 137 radis jovians) a Júpiter, i va realitzar diversos mesuraments científics.
També va produir el retrat global a color més detallat de Júpiter mai fet abans (imatge a la dreta); les característiques més petites són d'uns 60 km d'ample.

## 2001
30 de maig – Durant la fase d'aproximació entre Júpiter i Saturn, es va informar que la "boirina" es va fer visible en les imatges preses per la càmera d'angle estret de la Cassini. Això es va veure per primera vegada quan una imatge de l'estrella Maia en les Plèiades es va prendre després d'un període de rutina d'escalfament.

## 2002
23 de juliol – A finals de gener, es va realitzar una prova per retirar la "boirina" de l'òptica de la càmera d'angle estret escalfant-lo. Es va escalfar la càmera a 4 graus Celsius durant vuit dies produint resultats positius. Més tard, l'escalfament es va estendre 60 dies, i una imatge de l'estrella Spica va mostrar una millora de més del 90 per cent en comparació abans del període d'escalfament. En el 9 de juliol, una imatge va mostrar que el procediment d'eliminació va ser completat amb èxit, anunciat el 23 de juliol.

## 2003
10 d'octubre – L'equip científic de la Cassini va anunciar els resultats de la prova de la teoria de la gravetat d'Einstein, utilitzant senyals de ràdio de la sonda Cassini. Els investigadors van observar un canvi en la freqüència en les ones de ràdio a i de la nau espacial, ja que aquests senyals van viatjar a prop del Sol. Unes proves posteriors van declarar estar d'acord amb les prediccions teòriques amb una precisió d'una part en mil. L'experiment Cassini va millorar en aproximadament 20 parts per milió, amb aquestes dades se segueix donant suport a la teoria d'Einstein.

## 2004

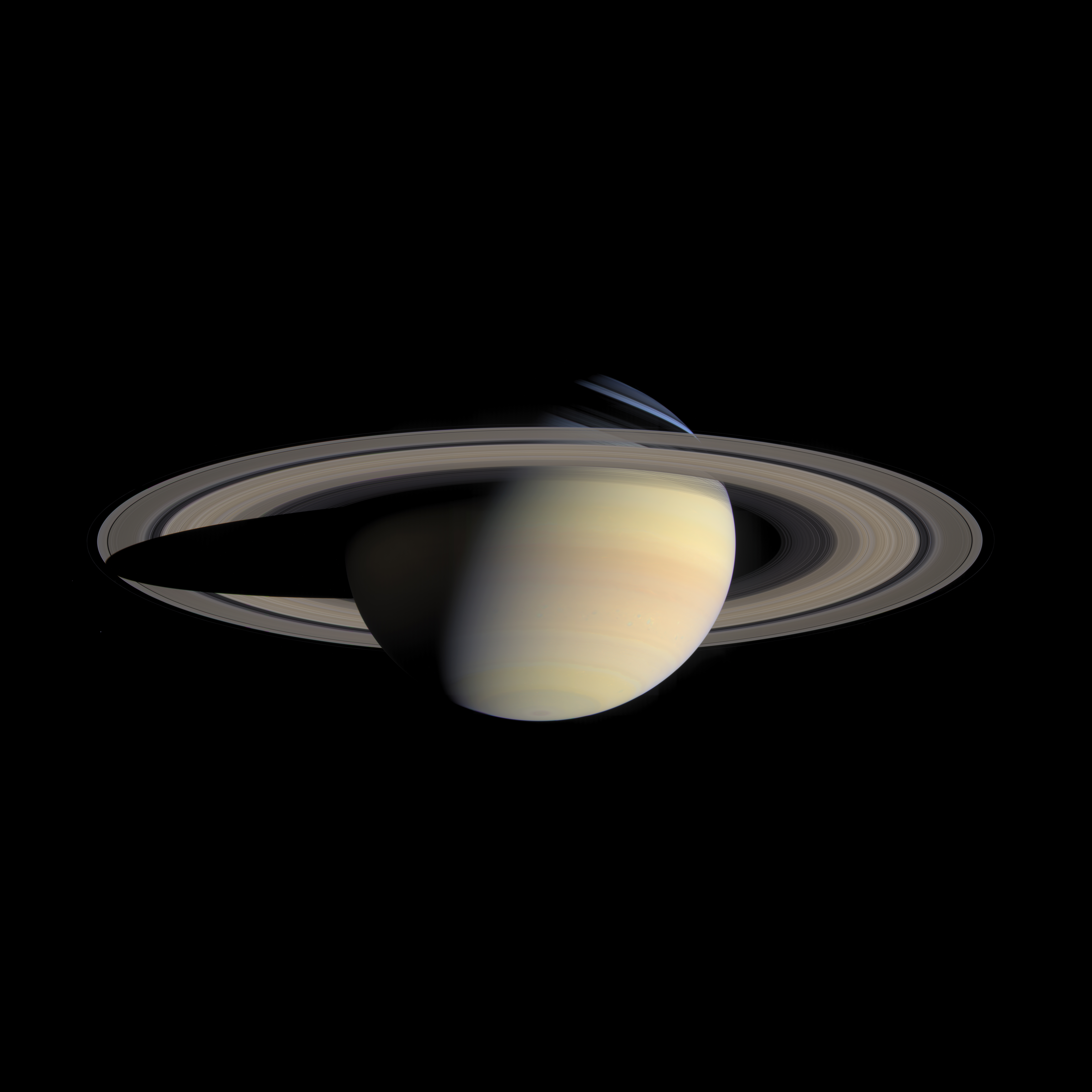
Imatge per la Cassini de Saturn, Febrer de 2004

27 de febrer – Es va publicar una nova imatge d'alta resolució de Saturn presa per la Cassini el 9 de febrer, i es va observar que els científics de la missió estaven desconcertats pel fet que no eren visibles els "radis" dels anells de Saturn. Aquestes estructures fosques en la secció "B" de l'anell van ser descobertes en imatges preses per la sonda Voyager en el 1981. Una alta imatge, en llum infraroja, presa el 16 de febrer mostra diferències d'altura dels núvols i la mateixa pertorbació visible a totes les imatges del Telescopi Espacial Hubble de la dècada de 1990.
12 de març – Es mostren imatges preses el 23 de febrer per mostrar una característica descoberta per la Voyager: Massissos en l'anell exterior "F". El que no va poder ser comprovat en el moment, era el temps de vida exacte d'aquests grups, i s'espera que la Cassini proporcionarà dades concloents sobre aquesta qüestió. El primer conjunt d'imatges mostren un conjunt de "massissos" movent-se al llarg de l'anell "F".
26 de març – L'equip científic de la Cassini va publicar una primera seqüència d'imatges de núvols de Saturn que mostren que es mouen a gran velocitat per tot el planeta. Utilitzant un filtre per veure millor la boirina d'aigua a la part superior de la coberta de núvols densos, els moviments en les regions equatorials i del sud són clarament visibles. Les fotos van ser preses durant els dies 15 al 19 de febrer.
8 d'abril – La primera observació a "llarg termini" de la dinàmica dels núvols a l'atmosfera de Saturn va ser publicada pels científics de la missió. Un conjunt d'imatges que mostra a dues tempestes unint-se a les latituds meridionals durant un període del 19 fins al 20 de març. Ambdues tempestes tenien un diàmetre d'uns 1.000 km abans que es fusionessin.

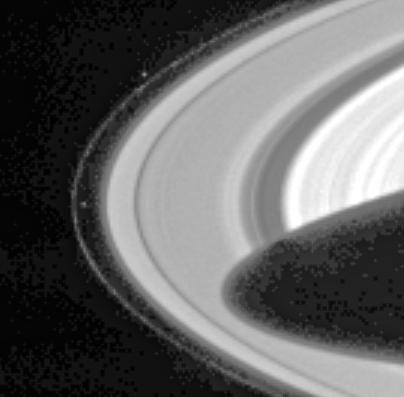
L'anell 'F' i les llunes pastors

15 d'abril – La NASA va anunciar que les dues llunes descobertes per la Voyager 1 van ser vistes de nou per la Cassini en imatges preses el 10 de març: Prometeu i Pandora. Aquestes no són llunes ordinàries, però els seus efectes gravitatoris sobre l'anell "F" fan que els científics les anomenin "satèl·lits pastor". Tots els investigadors interessats van quedar fascinats en la dinàmica del sistema d'anells, perquè les seves òrbites estan prou a prop que interaccionen unes amb les altres en una manera caòtica. Tenen una història de prediccions que desafien la de les seves òrbites. Una de les missions de la Cassini serà vigilar els moviments d'aquests organismes detalladament.
18 de maig – La Cassini va entrar en el sistema de Saturn. La força gravitacional de Saturn va començar a superar la influència del Sol.

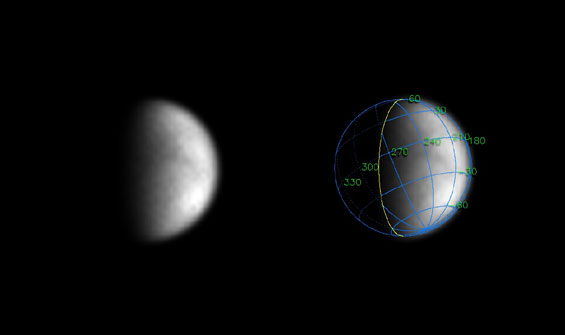
Tità des de la Cassini

20 de maig – Es va publicar la primera imatge de Tità amb una resolució millor que qualsevol observació des de la Terra. Va ser presa el 5 de maig des d'una distància de 29,3 milions quilòmetres.
27 de maig – TCM-20, es va executar l'acostament de TCM (Trajectory Correction Maneuver) a Febe a les 22:26:00 UTC. Això va ser una ignició de 5 minuts i 56 segons del motor principal, que no s'havia utilitzat des de desembre de 1998. Per tant, com un duplicat de "assaig general" d'una ignició de 96 minuts durant el "Saturn Orbit Insertion" (SOI). Això no obstant, el TCM-20 va ser dissenyat principalment per canviar la velocitat de la Cassini a 34,7 m/s, proporcionant un sobrevol de la lluna Febe l'11 de juny.

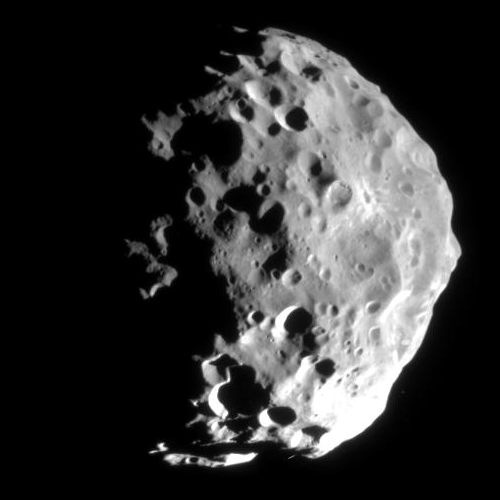
Aquesta imatge de la lluna Febe de Saturn va ser presa per la nau Cassini a les 16:10 UT de l'11 de juny de 2004

11 de juny – La Cassini va sobrevolar la lluna Febe a les 19:33 UT de Spacecraft Event Time a 2068 quilòmetres de distància. Tots els onze instruments de bord van funcionar com s'esperava i es van obtenir totes les dades. Els científics van planejar utilitzar les dades per crear mapes globals de la lluna plena de cràters, i per determinar la composició, massa i densitat de Febe. Prendrà diversos dies perquè els científics puguin estudiar minuciosament les dades per arribar a conclusions més concretes.
16 de juny – El TCM-21 va tenir lloc amb una ignició de 38 segons del motor principal. Es va planificar com l'última correcció de la trajectòria de la Cassini abans del SOI. Als pocs dies després, finalment es va cancel·lar el TCM-22 temptativament programat pel 21 de juny.
1 de juliol – La ignició del Saturn Orbit Insertion va ser executada amb èxit. A les 7:11 p.m. PDT (10:11 p.m. EDT), la Cassini va travessar el pla d'anells de Saturn entre el F i G. La seva antena va ser orientada endavant actuant com un escut contra les partícules petites dels anells. A les 7:36 p.m. PDT (10:36 p.m. EDT), la nau va començar una ignició important de 96 minuts en el motor principal per reduir la velocitat a 626 metres per segon i permetre una òrbita de 0,02 x 9 milions de quilòmetres de Saturn. Immediatament després de la ignició, es van prendre fotos dels anells i van ser enviades de tornada als científics de la missió quan la nau es va acostar a 19.980 quilòmetres des dels cims dels núvols. 

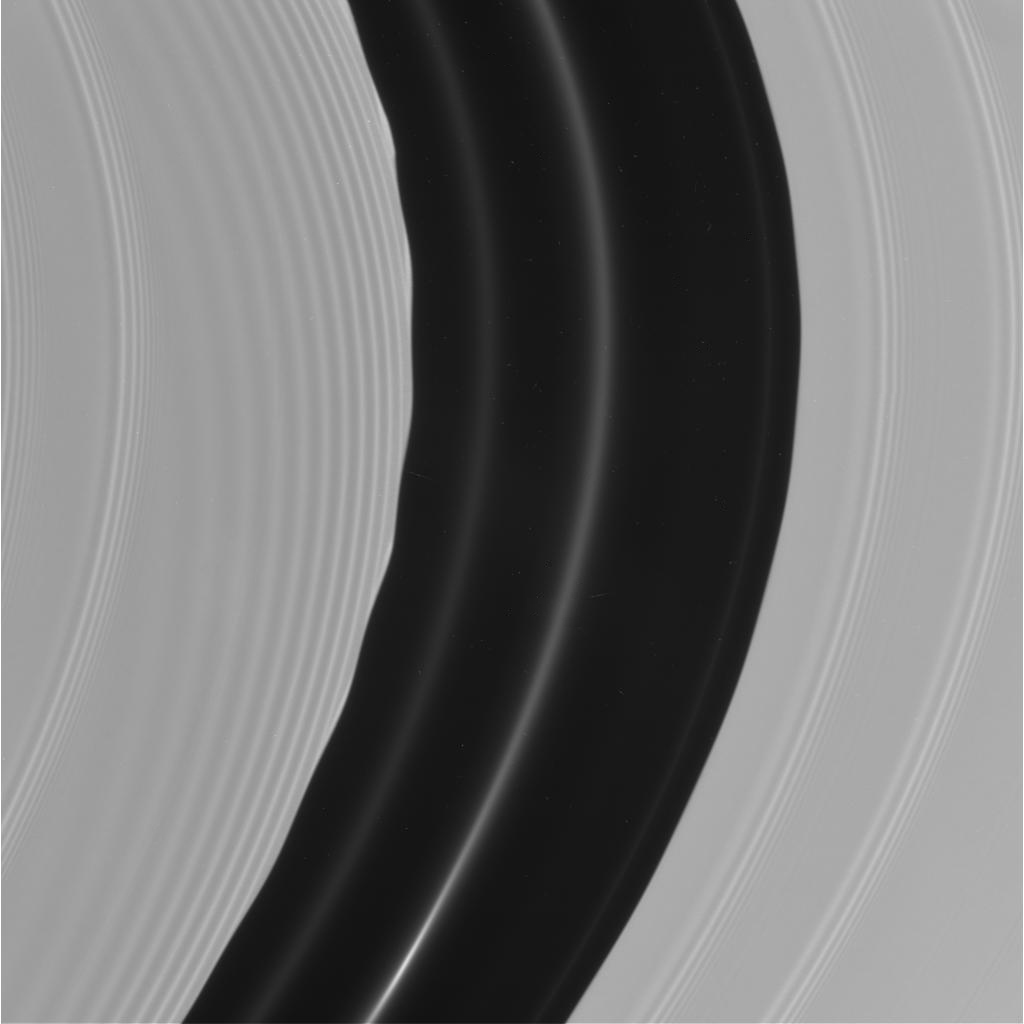
Vora de l'anell des de la Cassini

Els científics es van sorprendre per la claredat i el detall de les imatges i en van parlar durant força temps. "No anem a veure tot el trencaclosques, només peces, però el que estem veient és dramàtic," segons va declarar el Dr. Carolyn Porco, el líder de l'equip fotogràfic de la Cassini, Space Science Institute, Boulder, Colorado. "Les imatges són al·lucinants, simplement al·lucinants.He estat treballant en aquesta missió durant 14 anys i no m'havia sorprès fins llavors, però és sorprenent veure aquestes imatges per primer cop."
2 de juliol – Es va realitzar el primer sobrevol de la Cassini a Tità i les primeres imatges detallades. A causa de la planificació de l'òrbita inicial, la Cassini estava passant sobre el pol sud de la lluna i des d'una distància més llarga que en sobrevols posteriors. No obstant això, durant una conferència de premsa el 3 de juny, els científics de la missió van presentar imatges que ja estaven obligant a repensar les teories anteriors. Ara sembla que les més fosques i més brillants característiques d'albedo en la superfície no representen diferents materials. Però en contrast amb l'expectativa, les regions gelades semblen més fosques que les àrees on es barreja una altra matèria (possiblement orgànica) amb el gel.
16 d'agost – Els científics de la missió van anunciar el descobriment de dues noves llunes de Saturn, i amb això l'èxit de l'inici d'un dels programes de la Cassini: Localització de llunes petites i encara desconegudes. Més endavant, es va anomenar "Metone" (S/2004 S 1) i "Pal·lene" (S/2004 S 2), aquests objectes són petits en comparació amb les altres llunes i que orbiten entre Mimas i Encèlad.
23 d'agost – A una distància de 9 milions de quilòmetres de Saturn, l'última ignició del motor principal es va dur a terme per ajustar l'acostament més proper i evitar les partícules en el sistema d'anells. La ignició de 51 minuts va augmentar la velocitat de la sonda a 325 metres per segon, traslladant el punt de periàpside orbital a 300.000 km més lluny de Saturn que la seva distància més petita durant el SOI. Al mateix temps, el nou curs va portar la Cassini molt a prop de Tità en el seu pròxim sobrevol.
14 de setembre – Es va completar amb èxit la comprovació final del mòdul de descens Huygens. La separació de la sonda va romandre programada pel 25 de desembre, amb l'aterratge previst pel 14 de gener de 2005.

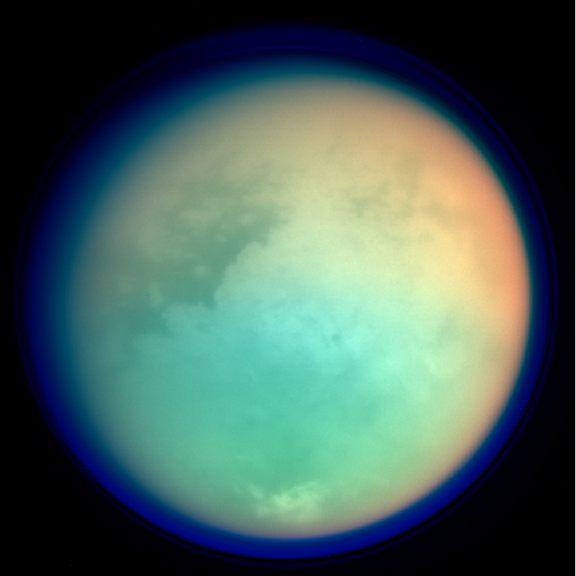
Imatge en fals color de Tità

26 d'octubre – Es va completar amb èxit el segon sobrevol de Tità (anomenat "Titan-A"). Les dades van començar a arribar al centre de la missió de la JPL a les 01:30 UTC, del 27 d'octubre, i va incloure les imatges de més alta resolució mai preses de la superfície d'aquesta lluna. També, el primer espectre d'infraroig d'alta resolució i imatges de l'atmosfera i la superfície. La nau espacial va fregar amb èxit la boirosa atmosfera de Tità, a 1.176 quilòmetres de la seva superfície. El sobrevol va ser el més a prop que qualsevol nau espacial hagi arribat a Titan. Les imatges, espectres i dades de radar van revelar una superfície complexa i desconcertant. L'anàlisi de totes les dades estan en curs. L'únic problema durant l'esdeveniment del "Titan-A" va involucrar a l'instrument CIRS. Durant la reproducció, l'equip de l'instrument va observar dades danyades. Es va prendre la decisió de reiniciar l'instrument. El CIRS es va tornar a encendre en 24 hores i es troba en el seu estat nominal.
23 de novembre – L'última comprovació eb vol de la sonda Huygens abans de la separació. Tots els sistemes estaven llestos per a un desplegament a temps de la sonda.
13 de desembre – Es va executar amb èxit el sobrevol "Titan-B" i es va obtenir dades que foren analitzades pels científics de la missió.
25 de desembre – La sonda Huygens es va separar de l'orbitador Cassini a les 02:00 UTC.

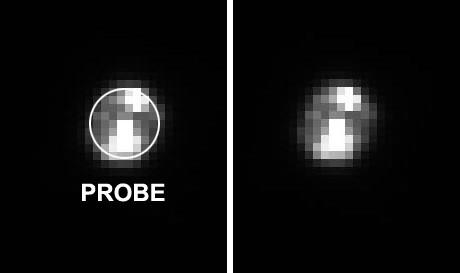
S'allibera la Huygens en el seu camí cap a Tità.

27 de desembre – La NASA va publicar una imatge de la Huygens presa per la Cassini dos dies després de l'alliberament. Es va informar que l'anàlisi d'imatge demostra que la sonda està en el curs correcte dins del rang d'error esperat. Aquestes comprovacions eren necessàries per a col·locar l'orbitador en l'orientació correcta per rebre les dades de la sonda quan va entrar a l'atmosfera de Tità.
28 de desembre – Es va executar el OTM-10 a les 03:00 UTC en Spacecraft Event Time. Aquesta maniobra, també anomenada Orbit Deflection Maneuver (ODM), va col·locar la Cassini fora d'una trajectòria d'impacte amb Tità i en una trajectòria sobrevol amb l'altitud requerida per rebre dades de la sonda Huygens submergint-se a Tità.
31 de desembre – Va tenir lloc el sobrevol de la Cassini de Jàpet a les 18:45:37 UTC a una altitud de 122645 quilòmetres. Les primeres imatges natives estaven disponibles l'endemà.

## 2005

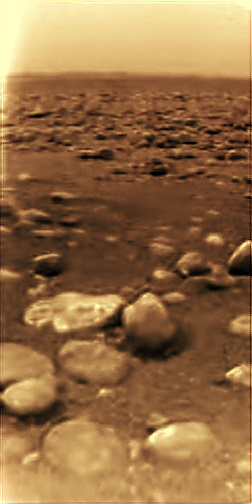
Primera imatge de la superfície de Tità

14 de gener – La Huygens va entrar en l'atmosfera de Tità a les 09:06 UTC i havia aterrat suaument a la superfície unes dues hores més tard. Això va ser confirmat per la recepció de l'ona portadora de la sonda durant el descens i aterratge. A les 16:19 UTC, l'orbitador Cassini va començar a transmetre a la Terra les dades científiques rebudes de la sonda. La primera imatge va ser alliberada a les 19:45 UTC, que mostra una vista des de prop de 16 km per sobre de la superfície. Una segona imatge presa des de la sonda en repòs sobre la superfície va ser alliberada poc temps després. Anàlisi de les dades està en curs.
15 de febrer – Sobrevol reeixit de Tità, amb noves regions de la seva superfície escanejada per radar. L'instrument RADAR de la Cassini va obtenir una imatge que mostra un gran cràter a Tità, amb un diàmetre aproximat de 440 km.

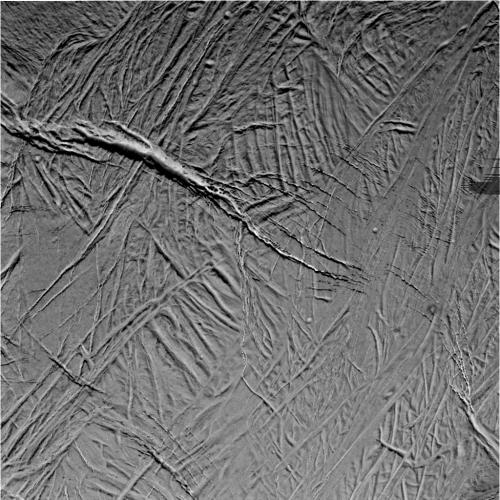
Primera vista de prop d'Encèlad

17 de febrer – Es va realitzar el primer sobrevol proper a Encèlad i es van enviar cap a la Terra les primeres imatges detallades. La distància del sobrevol va ser d'uns 1.180 km.
9 de març – Es va realitzar el segon sobrevol d'Encèlad i la Cassini va passar per davant de la lluna a una distància mínima de 500 km.
17 de març – La sonda Cassini va revelar que la lluna Encèlad de Saturn té atmosfera. S'ha descrit com un descobriment "substancial" pels seus descobridors.
31 de març – El quart sobrevol previst de Tità amb una distància mínima d'uns 2400 quilòmetres. Les imatges i altres dades estan sent avaluades.

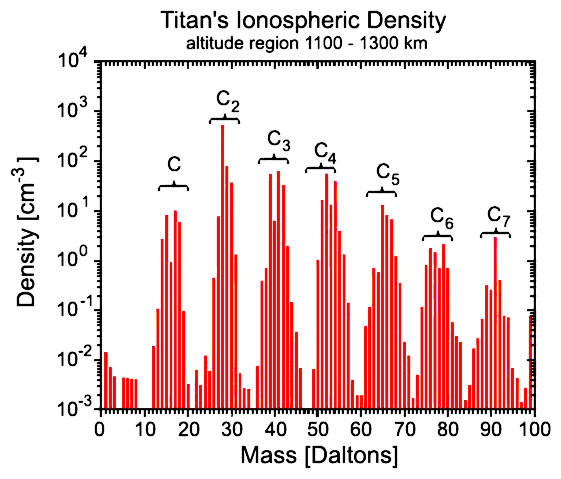
Densitat de l'atmosfera de Tità

16 d'abril – El cinquè sobrevol planificat de Tità a una distància mínima d'uns 1025 quilòmetres a les 19:12 UTC. Aquest va ser el sobrevol més proper fins al moment, 
i va brindar l'oportunitat d'obtenir dades més detallades sobre els constituents de l'atmosfera superior de Tità. Un primer anàlisi de les dades va mostrar una àmplia gamma de complexes molècules de carboni. El 25 d'abril es va publicar un estudi de les densitats que demostra l'existència d'aquestes molècules.
3 de maig – La Cassini comença els seus experiments d'ocultació de ràdio en els anells de Saturn, per determinar la distribució de la mida de partícules dels anells, en l'escala de centímetres.
10 de maig – Al començament d'un període d'observació centrat en el sistema d'anells de Saturn, programat per dur-se a terme fins al setembre, científic de la missió van anunciar el descobriment d'una nova lluna en la "divisió de Keeler" dins de l'anell "A". Provisionalment anomenat S/2005 S 1 i més tard anomenat Dafnis, va ser vist per primera vegada en una seqüència de time-lapse d'imatges preses l'1 de maig. Els científics foptogràfics havien predit la presència de la nova lluna i la seva distància orbital des de Saturn després d'avistament del juliol passat d'una sèrie de peculiars característiques tènues en l'extrem exterior de la divisió de Keeler.
14 de juliol – Sobrevol més proper d'Encèlad a una distància de 175 km. Es publiquen les primeres imatges originals.
22 d'agost – Sobrevol de Tità a una distància mínima de 3.669 km.
7 de setembre – Sobrevol de Tità a una distància de 1.075 km, les dades recollides van ser perdudes parcialment a causa d'un problema de programari.
24 de setembre – Sobrevol de Tetis a una distància de 1.500 km.
26 de setembre – Sobrevol d'Hiperió a una distància de 1.010 km, el sobrevol més proper i visita única de la lluna durant la missió primària.
11 d'octubre – Sobrevol de Dione a una distància de 500 km.
28 d'octubre – Sobrevol de Tità a una distància de 1400 km.
26 de novembre – Sobrevol de Rea a una distància de 500 km.
26 de desembre – Sobrevol de Tità a una distància de 10.410 km.

## 2006

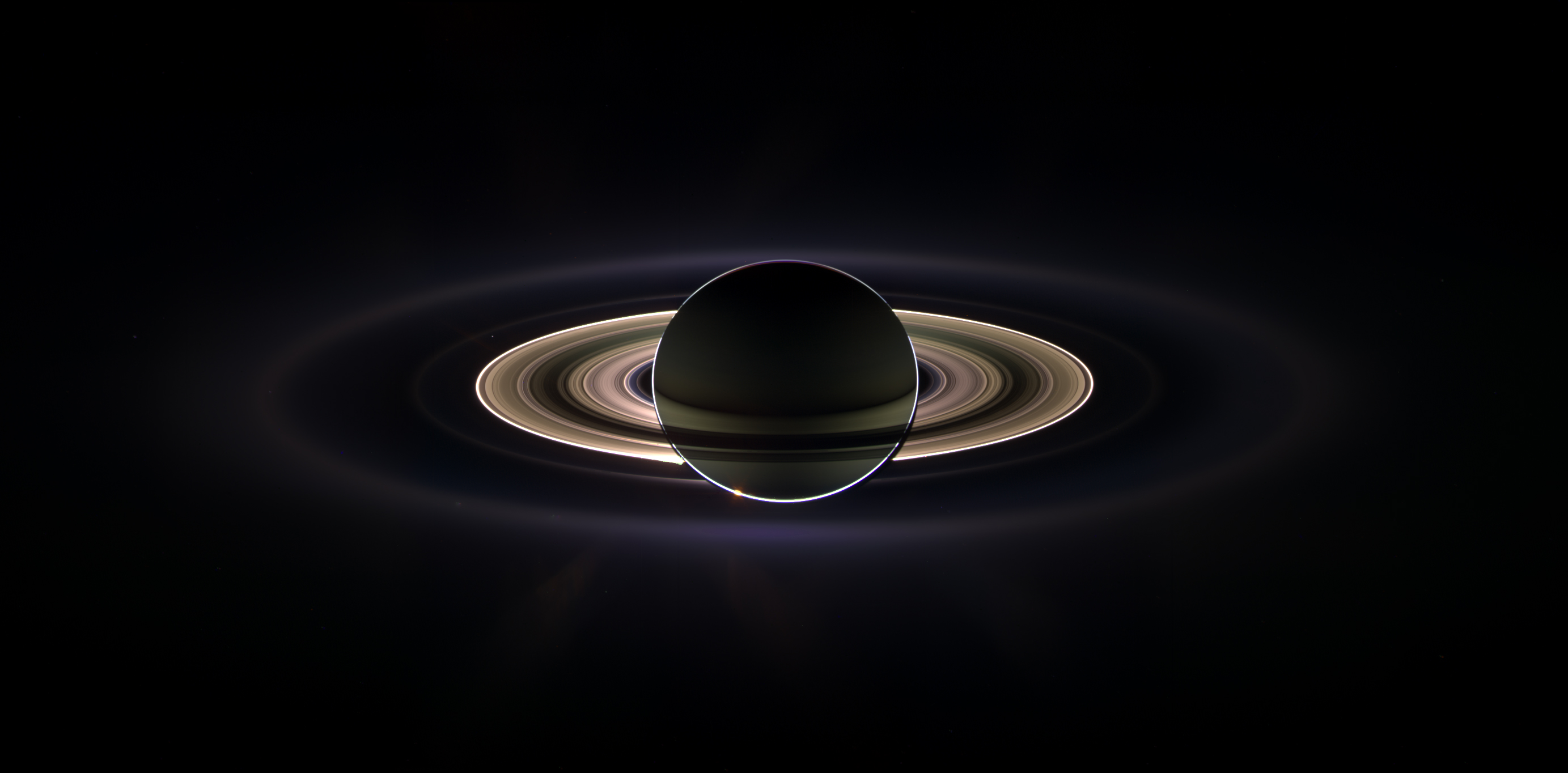
Un eclipsi de Saturn amb els anells visibles, imatge presa en el 2006

15 de gener – Sobrevol de Tità a una distància de 2040 km.
27 de febrer – Sobrevol de Tità a una distància de 4390 km.
18 de març – Sobrevol de Tità a una distància de 1950 km.
20 de maig – Sobrevol de Tità a una distància de 1880 km.
2 de juliol – Sobrevol de Tità a una distància de 1910 km.
27 de juliol – La NASA confirma la presència de llacs d'hidrocarburs en la regió nordpolar de Tità.
23 de setembre – Sobrevol de Tità a una distància de 960 km.

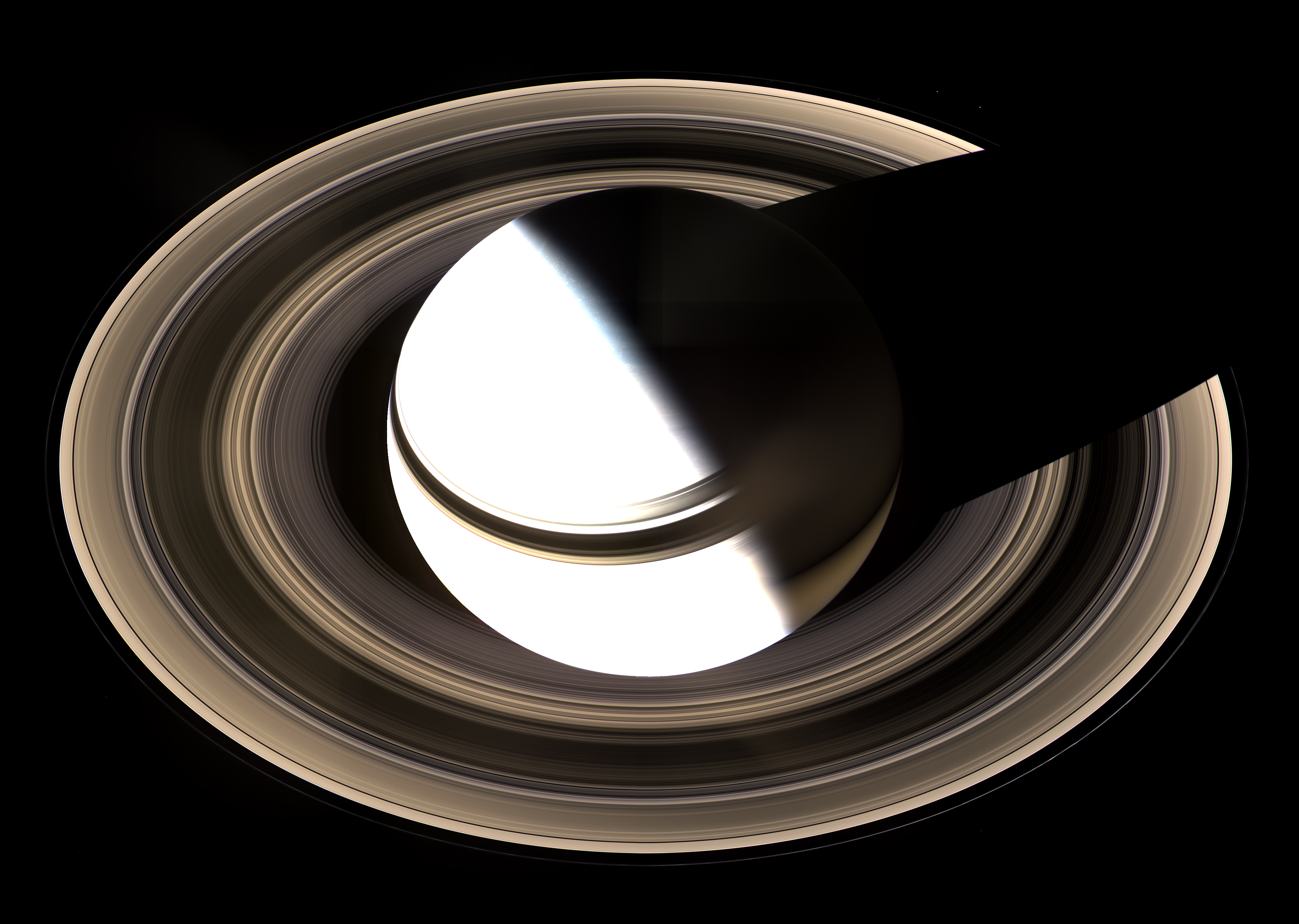
Una de les imatges de Saturn publicades per la NASA l'1 de març de 2007. La imatge va ser presa el 19 de gener d'aquell any.

## 2007
1 de març – La NASA allibera diverses imatges remarcables de Saturn gràcies a la Cassini, moltes en angles que no són possibles des de la Terra.
10 de setembre – Sobrevol de Jàpet a una distància de 1600 km.

## 2008
12 de març — La Cassini va estar programada per fer un sobrevol sense precedents de la lluna de Saturn, Encèlad.
28 de maig – La Cassini va completar el seu 43è sobrevol de Tità, posant fi a la seva missió principal. Es va posar nom a missió d'Equinocci de la Cassini, la nau observaria Saturn durant el seu equinocci, o estiu. la sonda és capaç d'almenys una extensió de la missió més enllà d'aquesta, amb el nom temptatiu de "missió de Soltici de la Cassini".

## Missió d'equinocci de la Cassini

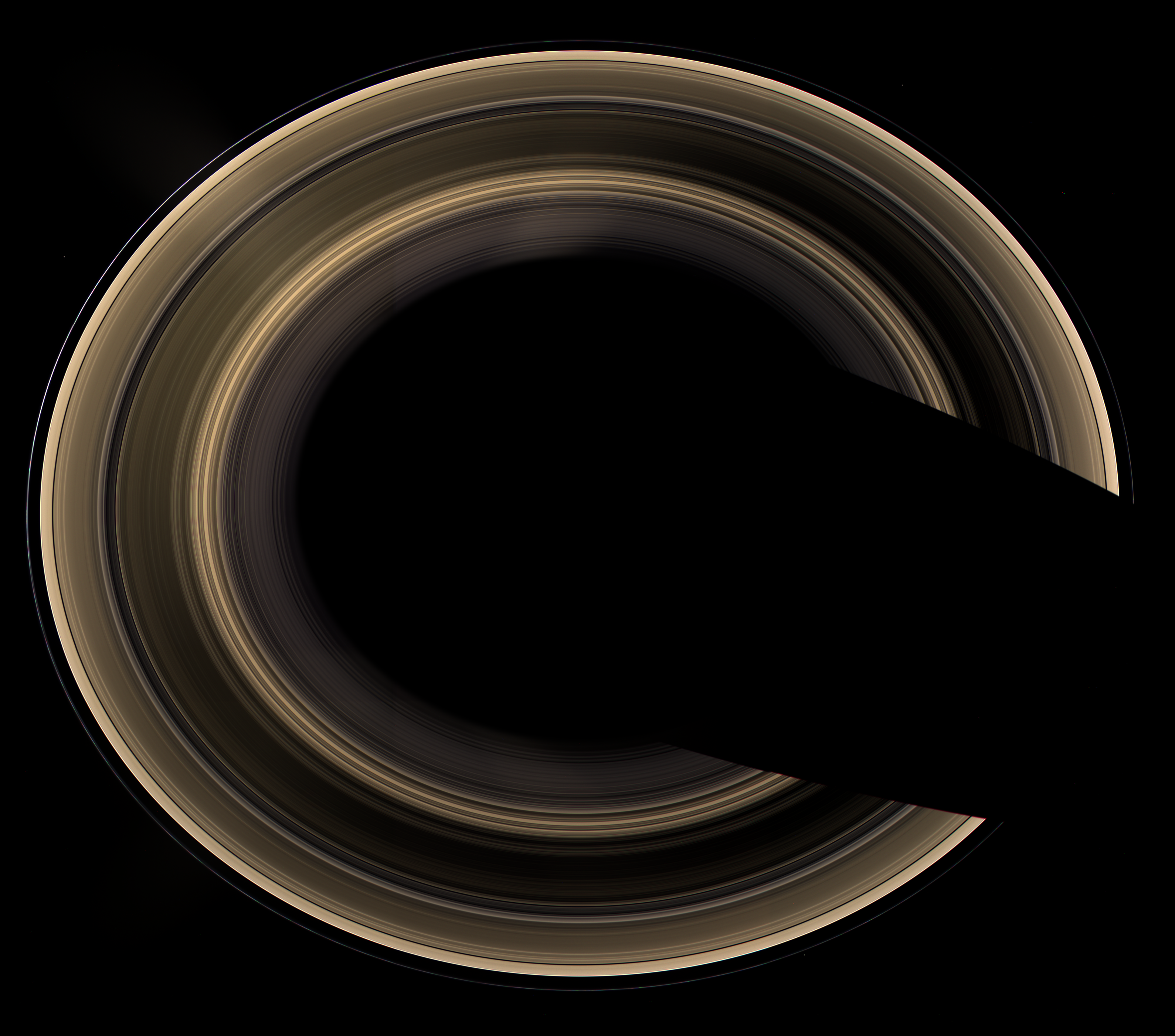
Els anells per sota, amb Saturn retallat

11 d'agost, 9 i 31 d'octubre – Amb l'aproximació màxima a 50, 25, i 200 km, respectivament, en els tres últims sobrevols de la Cassini sobre Encèlad en el 2008, es va utilitzar una nova tècnica d'imatge anomenada "fotografia de tir al plat" per adquirir amb èxit imatges de molt alta resolució. Els sobrevols de Cassini també van permetre fotografiar directament els plomalls criovolcànics d'Encèlad.
3 i 14 de novembre, 5 i 21 de desembre – Els sobrevols 46 al 49 de Tità es van concentrar en mostres del RADAR, VIMS, i INMS de la seva prima atmosfera. El T47 va tenir lloc a un cobriment d'alta resolució del VIMS en la zona d'aterratge del Huygens, mentre que els altres tres sobrevols van fer ús del RADAR i el RSS. El T49 va permetre una coberta del RADAR en l'Ontario Lacus, un dels majors llacs de metà a Tità.

## 2009
Durant el 2009, la Cassini va realitzar 15 sobrevols de Tità i dos de molt propers a Encèlad. Del juny a l'octubre, la Cassini va observar Saturn durant el seu equinocci, o l'època de l'any de Saturn, on el sol està directament sobre l'equador. Juntament amb Tità i Encèlad, en el 2010 també hi haurà sobrevols de Rea (100 km), Dione (313 km), i Helena (1.133 km). Tetis, Telest I Mimas que també foren observats relativament a prop, amb la Cassini acostant a 10.000 km de Mimas (l'aproximació més propera de la missió). Es va preveure que si les condicions ho permetien, la Cassini realitzaria imatges d'alta resolució de Metone, Pal·lene, Antea, Calipso, Pòl·lux, i Egeó.

## 2010
El 2 de novembre de 2010, la Cassini es va activar en una mode d'espera protector, o "mode segur", després que es perdés una instrucció important. La NASA va anunciar la interrupció dels processos científics el 8 de novembre. No obstant això, el 8 de novembre algunes de les funcions de la nau ja havien estat parcialment restaurades. Els esdeveniments seqüèncials nominals dels instruments científics van ser iniciats amb èxit el 10 de novembre.
La Cassini va ser reactivada com estava programat el 24 de novembre i va tornar a les operacions completes, en el temps programat per a dos sobrevols propers amb Encèlad. En aquest moment no hi ha hagut cap revelació pública quant a l'impacte de la pèrdua de dades del sobrevol (T-73) de l'11 de novembre. No obstant això, no es van obtenir imatges del sobrevol polar de l'11 de novembre.
La Cassini va fer dos sobrevols propers d'Encèlad al desembre.

## Missió de solstici de la Cassini (2010-2017)
En el 3 de febrer de 2010, la NASA va anunciar que la segona ampliació de la missió seguiria fins al maig de 2017, uns mesos després del solstici d'estiu de Saturn. El programa inclou unes 155 òrbites addicionals, amb 54 sobrevols de Tità, 11 d'Encèlad, 2 de Rea, i 3 de Dione. Un dels sobrevols de Tità s'enfonsarà per sota de la ionosfera.

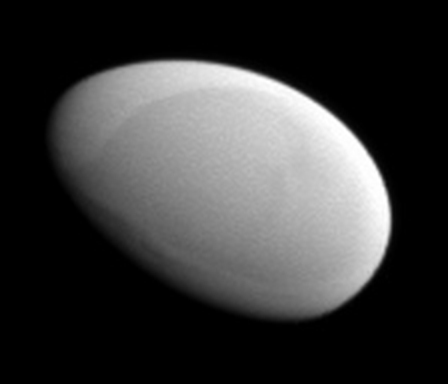
La Cassini sobrevolant la petita lluna Metone de Saturn al maig de 2012

## Fites del viatge de l'orbitador Cassini
| Hora/data d'esdeveniment de la nau | Distància de Saturn    |
| ---------------------------------- | ---------------------- |
| 22 de març de 2004 a les 07:42:14  | 50.000.000 quilòmetres |
| 12 d'abril de 2004 a les 19:35:12  | 40.000.000 quilòmetres |
| 4 de maig de 2004 a les 02:59:09   | 30.000.000 quilòmetres |
| 25 de maig de 2004 a les 02:40:06  | 20.000.000 quilòmetres |
| 14 de juny de 2004 a les 11:15:22  | 10.000.000 quilòmetres |

## Cronologia detallada de la missió Huygens

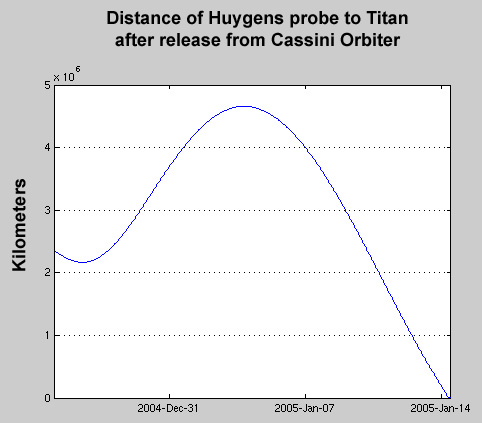
Distància de la Huygens sobre Tità

Tots els temps indicats després del 14 de gener de 2005 a les 09:11 UTC estan previstos amb els temps dels esdeveniments i poden diferir de les hores dels esdeveniments reals. Aquesta pàgina s'actualitzarà després que el descens s'hagi produït amb correccions si són necessàries.
Les dades utilitzades en aquesta secció han estat lleugerament desactualitzades, una versió actualitzada d'efemèrides de l'ESA va ser disponible el 6 de gener de 2005.

### Fites del viatge de la sonda Huygens
| Hora/data d'esdeveniment de la nau     | Descripció                                             |
| -------------------------------------- | ------------------------------------------------------ |
| 25 de desembre de 2004 a les 02:00 UTC | La Huygens se separa de la Cassini                     |
| 25 de desembre de 2004 a les 06:07 UTC | 5 quilòmetres de la Cassini                            |
| 25 de desembre de 2004 a les 10:13 UTC | 10 quilòmetres de la Cassini                           |
| 28 de desembre de 2004 a les 01:17 UTC | 100 quilòmetres de la Cassini                          |
| 28 de desembre de 2004 a les 12:20 UTC | 1.000 quilòmetres de la Cassini                        |
| 29 de desembre de 2004 a les 00:02 UTC | 2.000 quilòmetres de la Cassini                        |
| 29 de desembre de 2004 a les 11:39 UTC | 3.000 quilòmetres de la Cassini                        |
| 29 de desembre de 2004 a les 23:11 UTC | 4.000 quilòmetres de la Cassini                        |
| 30 de desembre de 2004 a les 10:36 UTC | 5.000 quilòmetres de la Cassini                        |
| 3 de gener de 2005 a les 20:01 UTC     | 4.658.661 quilòmetres de Tità (distància més llunyana) |
| 6 de gener de 2005 a les 23:40 UTC     | 4.000.000 quilòmetres de Tità                          |
| 9 de gener de 2005 a les 01:26 UTC     | 3.000.000 quilòmetres de Tità                          |
| 10 de gener de 2005 a les 18:37 UTC    | 2.000.000 quilòmetres de Tità                          |
| 12 de gener de 2005 a les 11:20 UTC    | 1.000.000 quilòmetres de Tità                          |
| 12 de gener de 2005 a les 15:36 UTC    | 900.000 quilòmetres de Tità                            |
| 12 de gener de 2005 a les 19:56 UTC    | 800.000 quilòmetres de Tità                            |
| 13 de gener de 2005 a les 00:19 UTC    | 700.000 quilòmetres de Tità                            |
| 13 de gener de 2005 a les 04:48 UTC    | 600.000 quilòmetres de Tità                            |
| 13 de gener de 2005 a les 09:21 UTC    | 500.000 quilòmetres de Tità                            |
| 13 de gener de 2005 a les 13:59 UTC    | 400.000 quilòmetres de Tità                            |
| 13 de gener de 2005 a les 18:43 UTC    | 300.000 quilòmetres de Tità                            |
| 13 de gener de 2005 a les 23:31 UTC    | 200.000 quilòmetres de Tità                            |
| 14 de gener de 2005 a les 04:23 UTC    | 100.000 quilòmetres de Tità                            |
| 14 de gener de 2005 a les 04:53 UTC    | 90.000 quilòmetres de Tità                             |
| 14 de gener de 2005 a les 05:22 UTC    | 80.000 quilòmetres de Tità                             |
| 14 de gener de 2005 a les 05:52 UTC    | 70.000 quilòmetres de Tità                             |
| 14 de gener de 2005 a les 06:21 UTC    | 60.000 quilòmetres de Tità                             |
| 14 de gener de 2005 a les 06:50 UTC    | 50.000 quilòmetres de Tità                             |
| 14 de gener de 2005 a les 07:20 UTC    | 40.000 quilòmetres de Tità                             |
| 14 de gener de 2005 a les 07:49 UTC    | 30.000 quilòmetres de Tità                             |
| 14 de gener de 2005 a les 08:18 UTC    | 20.000 quilòmetres de Tità                             |
| 14 de gener de 2005 a les 08:48 UTC    | 10.000 quilòmetres de Tità                             |
| 14 de gener de 2005 a les 08:51 UTC    | 9.000 quilòmetres de Tità                              |
| 14 de gener de 2005 a les 08:54 UTC    | 8.000 quilòmetres de Tità                              |
| 14 de gener de 2005 a les 08:57 UTC    | 7.000 quilòmetres de Tità                              |
| 14 de gener de 2005 a les 08:59 UTC    | 6.000 quilòmetres de Tità                              |
| 14 de gener de 2005 a les 09:02 UTC    | 5.000 quilòmetres de Tità                              |
| 14 de gener de 2005 a les 09:06 UTC    | La Huygens entra a l'atmosfera de Tità                 |
| 14 de gener de 2005 a les 11:24 UTC    | La Huygens impacta en la superfície de Tità            |

### Cronologia del procés d'aterratge de la Huygens
| Hora de la nau en l'esdeveniment    | Descripció |
| ----------------------------------- | --- |
| 11 de gener de 2005 a les 12:00 UTC | L'orbitador s'orienta a l'est (azimut = 93 graus) com es veu des del lloc d'aterratge |
| 14 de gener de 2005 a les 06:50 UTC | L'orbitador activa el receptor de l'enllaç de ràdio de la sonda |
| 14 de gener de 2005 a les 07:02 UTC | L'orbitador comença a encendre el plat de ràdio cap a Tità |
| 14 de gener de 2005 a les 07:14 UTC | Es completa l'escolta de l'orbitador cap a Tità; 3 minuts més tard l'enllaç receptor de banda X de l'orbitador queda deshabilitat |
| 14 de gener de 2005 a les 08:29 UTC | Saturn ocultat per Tità, vist des de la Huygens |
| 14 de gener de 2005 a les 08:38 UTC | Els anells de Saturn ocultades per Tità com es veu des de la Huygens |
| 14 de gener de 2005 a les 08:44 UTC | La sonda encén els transmissors; mode de baixa energia |
| 14 de gener de 2005 a les 09:06 UTC | La Huygens entra en l'atmosfera de Tità |
| 14 de gener de 2005 a les 09:09 UTC | La Huygens pateix la màxima desacceleració |
| 14 de gener de 2005 a les 09:10 UTC | Es desplega el paracaigudes pilot |
| 14 de gener de 2005 a les 09:10 UTC | S'allibera la coberta de popa |
| 14 de gener de 2005 a les 09:10 UTC | Es desplega el paracaigudes principal |
| 14 de gener de 2005 a les 09:11 UTC | Comença la transmissió a l'orbitador Cassini |
| 14 de gener de 2005 a les 09:11 UTC | S'allibera l'escut davanter; els transmissors canvien al mode d'alta potència; s'inicien els instruments configurats per mesurar el descens                                                                                              |
| 14 de gener de 2005 a les 09:25 UTC | Es separa el paracaigudes principal; es desplega el paracaigudes estabilitzador |
| 14 de gener de 2005 a les 09:42 UTC | S'activa el sensor de proximitat de superfície |
| 14 de gener de 2005 a les 09:49 UTC | Possibles efectes de congelació de la sonda |
| 14 de gener de 2005 a les 09:50 UTC | El Gas Chromatograph Mass Spectrometer comença a registrar dades de l'atmosfera |
| 14 de gener de 2005 a les 11:12 UTC | L'orbitador realitza el sobrevol més proper de Tità a una altitud de 59996 quilòmetres a una velocitat de 5401 metres per segon i 93 graus d'angle de fase (azimut = 278 graus, elevació = 33 graus com es veu des del lloc d'aterratge) |
| 14 de gener de 2005 a les 11:23 UTC | S'encén la llum de la càmera de descens |
| 14 de gener de 2005 a les 11:24 UTC | La Huygens impacte amb la superfície de Tità |
| 14 de gener de 2005 a les 13:11 UTC | L'orbitador s'estableix a l'oest (azimut = 272 graus) com es veu des del lloc d'aterratge |
| 14 de gener de 2005 a les 13:37 UTC | L'orbitador atura la recol·lecció de dades de la sonda |

## Sobrevols
A continuació es presenta una llista de prop de sobrevols de les llunes de Saturn (a menys de 5000 km). L'aproximació més propera per cada lluna està en negreta.

### Missió primària
| Cos                      | Data/hora (UTC)                    | Altitud (quilòmetres) |
| ------------------------ | ---------------------------------- | --------------------- |
| Febe                     | 11 de juny de 2004 a les 19:33     | 1.997                 |
| Pas a través dels anells | 30 de juny de 2004 (dues vegades)  | 0                     |
| Tità                     | 26 d'octubre de 2004 a les 15:30   | 1.200                 |
| Tità                     | 13 de desembre de 2004 a les 11:38 | 1.200                 |
| Alliberament de la sonda | 25 de desembre de 2004 a les 02:00 |                       |
| Tità                     | 15 de febrer de 2005 a les 06:58   | 1.577                 |
| Encèlad                  | 17 de febrer de 2005 a les 03:30   | 1.176                 |
| Pòl·lux                  | 17 de febrer de 2005 a les 08:48   | 6.447                 |
| Encèlad                  | 9 de març de 2005 a les 09:08      | 500                   |
| Tità                     | 31 de març de 2005 a les 20:05     | 2.402                 |
| Tità                     | 16 d'abril de 2005 a les 19:12     | 1.025                 |
| Encèlad                  | 14 de juliol de 2005 a les 19:58   | 175                   |
| Tità                     | 22 d'agost de 2005 a les 08:53     | 3.758                 |
| Tità                     | 7 de setembre de 2005 a les 08:01  | 1.025                 |
| Tetis                    | 24 de setembre de 2005 a les 01:36 | 1.500                 |
| Hiperió                  | 26 de setembre de 2005 a les 01:46 | 500                   |
| Dione                    | 11 d'octubre de 2005 a les 17:59   | 500                   |
| Tità                     | 28 d'octubre de 2005 a les 04:04   | 1.451                 |
| Rea                      | 26 de novembre de 2005 a les 22:37 | 500                   |
| Tità                     | 15 de gener de 2006 a les 11:41    | 2.043                 |
| Tità                     | 27 de febrer de 2006 a les 08:25   | 1.813                 |
| Tità                     | 19 de març de 2006 a les 00:06     | 1.951                 |
| Tità                     | 30 d'abril de 2006 a les 20:58     | 1.855                 |
| Tità                     | 20 de maig de 2006 a les 12:18     | 1.879                 |
| Tità                     | 2 de juliol de 2006 a les 09:21    | 1.906                 |
| Tità                     | 22 de juliol de 2006 a les 00:25   | 950                   |
| Tità                     | 7 de setembre de 2006 a les 20:13  | 950                   |
| Metone                   | 9 de setembre de 2006 a les 19:17  | 15.100                |
| Tità                     | 23 de setembre de 2006 a les 18:54 | 950                   |
| Tità                     | 9 d'octubre de 2006 a les 17:25    | 950                   |
| Tità                     | 25 d'octubre de 2006 a les 15:53   | 950                   |
| Tità                     | 12 de desembre de 2006 a les 11:37 | 950                   |
| Tità                     | 28 de desembre de 2006 a les 10:02 | 1.500                 |
| Tità                     | 13 de gener de 2007 a les 08:36    | 950                   |
| Tità                     | 7 de gener de 2007 a les 07:13     | 2.726                 |
| Tità                     | 22 de febrer de 2007 a les 03:10   | 950                   |
| Tità                     | 10 de març de 2007 a les 01:47     | 950                   |
| Tità                     | 26 de març de 2007 a les 00:21     | 950                   |
| Tità                     | 10 d'abril de 2007 a les 22:57     | 950                   |
| Tità                     | 26 d'abril de 2007 a les 21:31     | 950                   |
| Tità                     | 12 de maig de 2007 a les 20:08     | 950                   |
| Tità                     | 28 d'abril de 2007 a les 18:51     | 2.426                 |
| Tità                     | 13 de juny de 2007 a les 17:46     | 950                   |
| Tità                     | 29 de juny de 2007 a les 17:02     | 1.944                 |
| Tità                     | 19 de juliol de 2007 a les 00:37   | 1.300                 |
| Tità                     | 31 d'agost de 2007 a les 06:35     | 3.212                 |
| Jàpet                    | 10 de setembre de 2007 a les 12:34 | 1.227                 |
| Tità                     | 2 d'octubre de 2007 a les 04:54    | 950                   |
| Tità                     | 19 de novembre de 2007 a les 00:58 | 950                   |
| Tità                     | 5 de desembre de 2007 a les 00:06  | 1.300                 |
| Tità                     | 20 de desembre de 2007 a les 22:53 | 950                   |
| Tità                     | 5 de gener de 2008 a les 21:25     | 950                   |
| Metone                   | 15 de gener de 2008 a les 21:11    | 15.600                |
| Tità                     | 22 de febrer de 2008 a les 17:39   | 950                   |
| Encèlad                  | 12 de març de 2008 a les 19:07     | 1.000                 |
| Tità                     | 25 de març de 2008 a les 14:35     | 950                   |
| Tità                     | 12 de maig de 2008 a les 10:10     | 950                   |
| Pal·lene                 | 25 de maig de 2008 a les 22:06     | 28.000                |
| Tità                     | 28 de maig de 2008 a les 08:33     | 1.348                 |
| Janus                    | 30 de juny de 2008 a les 08:58     | 30.000                |

### Missió ampliada (equinocci)
| Cos                                  | Data/hora (UTC)                    | Altitud (quilòmetres)                         |
| ------------------------------------ | ---------------------------------- | --------------------------------------------- |
| Tità                                 | 31 de juliol de 2008 a les 02:13   | 1.613                                         |
| Encèlad                              | 11 d'agost de 2008 a les 21:06     | 54                                            |
| Encèlad                              | 9 d'octubre de 2008 a les 19:07    | 25                                            |
| Pal·lene                             | 17 d'octubre de 2008 a les 02:58   | 29.000                                        |
| Encèlad                              | 31 d'octubre de 2008 a les 17:15   | 197                                           |
| Tità                                 | 3 de novembre de 2008 a les 17:35  | 1.100                                         |
| Tità                                 | 19 de novembre de 2008 a les 15:56 | 1.023                                         |
| Tità                                 | 5 de desembre de 2008 a les14:26   | 960                                           |
| Tità                                 | 21 de desembre de 2008 a les 13:00 | 970                                           |
| Tità                                 | 7 de febrer de 2009 a les 08:51    | 960                                           |
| Tità                                 | 27 de març de 2009 a les 04:44     | 960                                           |
| Tità                                 | 4 d'abril de 2009 a les 01:48      | 4.150                                         |
| Tità                                 | 20 d'abril de 2009 a les 00:21     | 3.600                                         |
| Tità                                 | 5 de maig de 2009 a les 22:54      | 3.244                                         |
| Tità                                 | 21 de maig de 2009 a les 21:27     | 965                                           |
| Tità                                 | 6 de juny de 2009 a les 20:00      | 965                                           |
| Tità                                 | 22 de juny de 2009 a les 18:33     | 955                                           |
| Tità                                 | 8 de juliol de 2009 a les 17:04    | 965                                           |
| Tità                                 | 24 de juliol de 2009 a les 15:34   | 955                                           |
| Tità                                 | 9 d'agost de 2009 a les 14:04      | 970                                           |
| (Equinocci)                          | 11 d'agost de 2009                 | (El Sol il·lumina el costat nord dels anells) |
| Tità                                 | 25 d'agost de 2009 a les 12:52     | 970                                           |
| Tità                                 | 12 d'octubre de 2009 a les 08:36   | 1.300                                         |
| Encèlad                              | 2 de novembre de 2009 a les 07:42  | 99                                            |
| Encèlad                              | 21 de novembre de 2009 a les 02:10 | 1.603                                         |
| Tità                                 | 12 de desembre de 2009 a les 01:03 | 4.850                                         |
| Tità                                 | 28 de desembre de 2009 a les 00:17 | 955                                           |
| Tità                                 | 12 de gener de 2010 a les 23:11    | 1.073                                         |
| Calipso                              | 13 de febrer de 2010 a les 11:45   | 21.000                                        |
| Rea                                  | 2 de març de 2010 a les 17:41      | 101                                           |
| Helena                               | 3 de març de 2010 a les 13:41      | 1.823                                         |
| Dione                                | 7 d'abril de 2010 a les 05:16      | 503                                           |
| Encèlad                              | 28 d'abril de 2010 a les 00:11     | 99                                            |
| Encèlad                              | 28 d'abril de 2010 a les 00:11     | 198                                           |
| Tità                                 | 28 d'abril de 2010 a les 00:11     | 1.400                                         |
| Tità                                 | 5 de juny de 2010 a les 02:26      | 2.044                                         |
| Tità                                 | 21 de juny de 2010 a les 01:27     | 880 (per sota de la ionosfera)                |
| Tità                                 | 7 de juliol de 2010                | 1.005                                         |
| Kiviuq (dades de la corba de llum)   | 15 de juliol de 2010               | 9.3 million                                   |
| Albiorix (dades de la corba de llum) | 31 de juliol de 2010               | ?? million                                    |
| Encèlad                              | 13 d'agost de 2010                 | 2.554                                         |

### Missió de solstici
La segona missió ampliada programada del 12 d'octubre de 2010 a través del solstici d'estiu de Saturn en el maig de 2017, seguit de dues dotzenes d'òrbites proximals de Saturn i els anells. La missió Cassini finalitzarà el 15 de setembre de 2017, quan està previst que la nau s'enfonsi en l'atmosfera de Saturn.
| Cos      | Data/hora (UTC)                    | Altitud (quilòmetres) |
| -------- | ---------------------------------- | --------------------- |
| Encèlad  | 30 de novembre de 2010             | 48                    |
| Encèlad  | 21 de desembre de 2010 a les 01:08 | 48                    |
| Rea      | 11 de gener de 2011 a les 04:53    | 76                    |
| Tità     | 18 de febrer de 2011 a les 16:04   | 3.651                 |
| Telest   | 20 de març de 2011                 | 10.000                |
| Tità     | 8 de maig de 2011 a les 22:54      | 1.873                 |
| Tità     | 20 de juny de 2011                 | 1.359                 |
| Pal·lene | 14 de setembre de 2011             | 26.000                |
| Encèlad  | 1 d'octubre de 2011                | 99                    |
| Encèlad  | 19 d'octubre de 2011               | 1.231                 |
| Encèlad  | 6 de novembre de 2011              | 496                   |
| Dione    | 12 de desembre de 2011 a les 09:39 | 99                    |
| Tità     | 13 de desembre de 2011             | 3.586                 |
| Tità     | 19 de febrer de 2012               | 3.803                 |
| Encèlad  | 27 de març de 2012                 | 74                    |
| Encèlad  | 14 d'abril de 2012                 | 74                    |
| Encèlad  | 2 de maig de 2012                  | 74                    |
| Telest   | 20 de maig de 2012                 | 11.000                |
| Metone   | 20-21 de maig de 2012              | 1900                  |
| Tità     | 22 de maig de 2012                 | 955                   |
| Tità     | 7 de juny de 2012                  | 959                   |
| Tità     | 24 de juliol de 2012               | 1.012                 |
| Tità     | 26 de setembre de 2012 a les 14:36 | 956                   |
| Tità     | 13 de novembre de 2012 a les 10:22 | 973                   |
| Tità     | 29 de novembre de 2012 a les 08:57 | 1.014                 |
| Tità     | 17 de febrer de 2013 a les 01:57   | 1.978                 |
| Rea      | 9 de març de 2013 a les 18:17      | 997                   |
| Tità     | 5 d'abril de 2013 a les 21:44      | 1.400                 |
| Tità     | 23 de maig de 2013 a les 17:33     | 970                   |
| Tità     | 10 de juliol de 2013 a les 13:22   | 964                   |
| Tità     | 26 de juliol de 2013 a les 11:56   | 1.400                 |
| Tità     | 12 de setembre de 2013 a les 07:44 | 1.400                 |
| Tità     | 14 d'octubre de 2013 a les 04:56   | 961                   |
| Tità     | 1 de desembre de 2013 a les 00:41  | 1.400                 |
| Tità     | 1 de gener de 2014 a les 22:00     | 1.400                 |
| Tità     | 2 de febrer de 2014 a les 19:13    | 1.236                 |
| Tità     | 6 de març de 2014 a les 16:27      | 1.500                 |
| Tità     | 7 d'abril de 2014 a les 13:41      | 963                   |
| Tità     | 17 de maig de 2014 a les 16:12     | 2.994                 |
| Tità     | 18 de juny de 2014 a les 13:28     | 3.659                 |
| Tità     | 21 d'agost de 2014 a les 08:09     | 964                   |
| Tità     | 22 de setembre de 2014 a les 05:23 | 1.400                 |
| Tità     | 24 d'octubre de 2014 a les 02:41   | 1.013                 |
| Tità     | 10 de desembre de 2014 a les 22:27 | 980                   |
| Tità     | 12 de febrer de 2015 a les 17:08   | 1.200                 |
| Tità     | 12 de febrer de 2015 a les 17:08   | 1.200                 |
| Tità     | 16 de març de 2015 a les 14:30     | 2.274                 |
| Tità     | 7 de maig de 2015 a les 22:50      | 2.722                 |
| Dione    | 16 de juny de 2015 a les 20:12     | 516                   |
| Dione    | 17 d'agost de 2015 a les 18:33     | 474                   |
| Tità     | 28 de setembre de 2015 a les 21:37 | 1.036                 |
| Encèlad  | 14 d'octubre de 2015 a les 10:42   | 1.839                 |
| Encèlad  | 28 d'octubre de 2015 a les 15:23   | 49                    |
| Epimeteu | 6 de desembre de 2015 a les        | 2.616                 |
| Prometeu | 6 de desembre de 2015              | 21.000                |
| Egeó     | 19 de desembre de 2015             | 2.556                 |
| Encèlad  | 19 de desembre de 2015 a les 17:49 | 5.000                 |
| Tità     | 1 de febrer de 2016 a les 01:01    | 1.400                 |
| Tità     | 16 de febrer de 2016 a les 23:52   | 1.018                 |
| Tità     | 4 d'abril de 2016 a les 19:48      | 990                   |
| Tità     | 6 de maig de 2016 a les 17:01      | 971                   |
| Tità     | 7 de juny de 2016 a les 14:13      | 975                   |
| Tità     | 25 de juliol de 2016 a les 10:05   | 976                   |
| Tità     | 27 de setembre de 2016 a les 04:23 | 1.736                 |
| Tità     | 14 de novembre de 2016 a les 00:02 | 1.582                 |

Òrbites properes
| Cos     | Data/hora (UTC)        | Altitud (quilòmetres) |
| ------- | ---------------------- | --------------------- |
| Tità    | 29 de novembre de 2016 | 3.223                 |
| Pandora | 18 de desembre de 2016 | 13.800                |
| Dafnis  | 16 de gener de 2017    | 17.800                |
| Pan     | 7 de març de 2017      | 25.000                |
| Atles   | 12 d'abril de 2017     | 14.800                |